# Tamboril do Piauí
Tamboril do Piauí är en kommun i Brasilien.   Den ligger i delstaten Piauí, i den östra delen av landet, 1 000 km nordost om huvudstaden Brasília. Antalet invånare är 2 755.
Omgivningarna runt Tamboril do Piauí är huvudsakligen savann. Trakten runt Tamboril do Piauí är nära nog obefolkad, med mindre än två invånare per kvadratkilometer.